# Rogna
Rogna es una comuna francesa situada en el departamento de Jura, en la región Borgoña-Franco Condado.

## Demografía
| 101 | 80 | 106 | 87 | 197 | 209 | 189 | 228 |
| Para los censos de 1962 a 1999 la población legal corresponde a la población sin duplicidades (Fuente: INSEE [Consultar]) |    |     |    |     |     |     |     |